# Grammodes bifasciata
Grammodes bifasciata és una espècie de papallona nocturna de la subfamília Erebinae i la família Erebidae. Pertany a la tribu Ophiusini. Es troba a Madagascar, Àfrica oriental, Àfrica del Nord i altres parts de la conca de la Mediterrània, inclòs Israel.
Hi ha diverses generacions per any a l'Àfrica. Els adults volen de maig a agost. Les larves s'alimenten de Rubus, Cistus (especialment Cistus salviifolius), Smilax i Polygonum.